# 帕拉·扎西达吉
帕拉·扎西达吉（藏語：བཀྲ་ཤིས་དར་རྒྱས་，威利转写：bkra shis dar rgyas，？—1891年）藏族，西藏拉萨人，噶厦噶伦。

## 生平
1876年，帕拉·白玛结布之子帕拉·扎西达吉作为代本，与清朝驻藏官员一同支持不丹政府拒绝英国人提出的修建公路计划。1876年8月22日，帕拉·扎西达吉因功获赐三品顶戴。1877年2月17日，接到清朝中央政府任命为噶伦的诏书。1884年不丹爆发内战，1885年帕拉·扎西达吉奉命前往不丹调解，最终藏军介入方才平息不丹内战。1891年，帕拉·扎西达吉逝世。
扎西达吉和兄弟帕拉鼐组成共妻家庭，共有一个妻子。其妻约在1884年因帮助萨拉特·钱德拉·达斯的旅行，允其搭车赴拉萨而获罪，和帕拉鼐被流放7年。扎西达吉则没有被流放。